# 捷克政府
捷克共和國政府（捷克語：Vláda České republiky）是捷克共和國的中央政府，狹義上僅指行政分支。捷克為內閣制國家，由總理領導的內閣組成政府，名義上的國家元首捷克总统則未握有太多實權。

## 概說
捷克总理由眾議院的多數黨領袖擔任，形式上經由捷克总统任命後，再由總理組建內閣。當前總理為彼得·費亞拉，於2021年上任，並領導現屆的中右翼聯合政府。

## 內閣

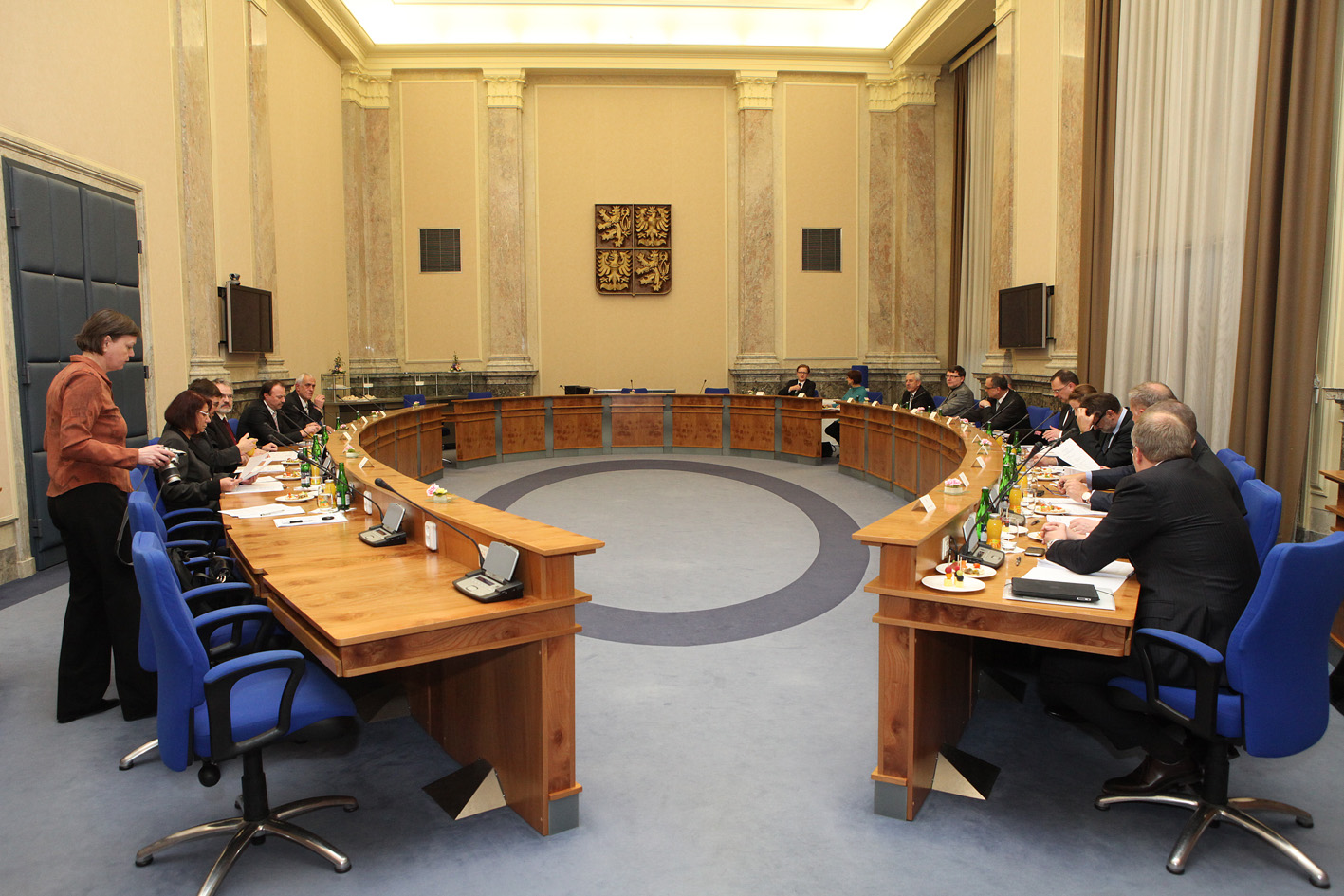
捷克內閣會議

當前的彼得·費亞拉內閣於2021年12月17日組成，是自天鵝絨分離以來的第16屆政府：

## 其他政府機關
- 國家安全會議（英语：National Security Council (Czech Republic)）
- 政府立法會議
- 羅馬僑務部長委員會
- 人權委員會
- 國家監察委員會
- 研究暨發展會議
- 毒品政策協調委員會
- 歐盟事務委員會
- 兩性平等機會委員會